# Cesaropapie
Een cesaropapie (van Latijn caesar, "keizer" en papa, "paus") is een staatsvorm waarbij de wereldlijke/tijdelijke leider ook de geestelijke leider is en de wereldlijke macht ingrijpt in de geestelijke rechten van de Kerk.

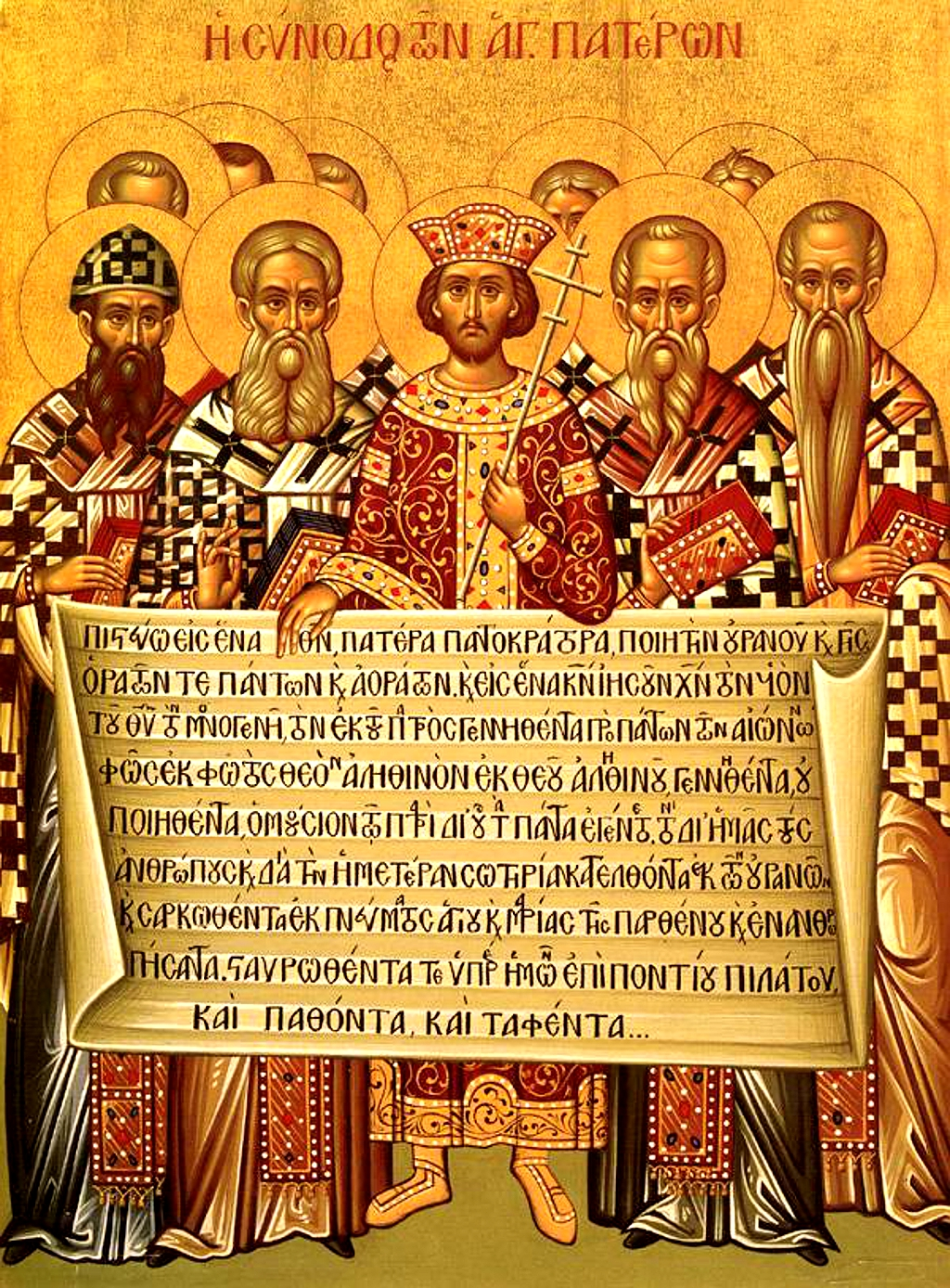
Icoon met Constantijn de Grote (centrum) en met bisschoppen van het Eerste Concilie van Nicea met de tekst van de Geloofsbelijdenis van Nicea-Constantinopel in de huidige liturgische vorm.

## Toelichting
Voorbeelden van een cesaropapie:
- Het Byzantijnse Keizerrijk, vooral onder Justinianus I (527-565)[1]
- Het Verenigd Koninkrijk (theoretisch; de koningen van Engeland zijn ook hoofd van de Anglicaanse Kerk en Verdediger van het Geloof (Fidei Defensor).

Een cesaropapie gaat uit van een theocratisch wereldbeeld, waarin alle gezag van een leider van God gekregen is. Andere voorbeelden van theocratische systemen zijn een hiërocratie, de directe tegenhanger van cesaropapie, waarbij de geestelijke macht ook de wereldlijke macht uitoefent. Een derde vorm is het dualisme. Bij het dualisme worden de wereldlijke en geestelijke macht in aparte invloedssferen uitgeoefend. Dit zijn dus alle drie theocratische machtssystemen, omdat ze er alle drie van uitgaan dat de macht van God komt. 